# Cyphon ochraceus nyholmi
Cyphon ochraceus nyholmi es una subespecie de coleóptero de la familia Scirtidae.

## Distribución geográfica
Habita en Argelia.